# Wereldkampioenschappen kunstschaatsen 1900
De Wereldkampioenschappen kunstschaatsen is een evenement dat georganiseerd wordt door de Internationale Schaatsunie.
Het vijfde wereldkampioenschap kunstschaatsen werd op 10 en 11 februari 1900 in Davos, Zwitserland georganiseerd. Davos was hiermee de eerste stad die voor de tweede maal als gaststad optrad, Zwitserland het eerste land dat als gastland optrad.

## Deelname
Twee mannen uit twee landen kwamen uit op dit kampioenschap.
| Oostenrijk (1) Zweden (1) |

De Oostenrijker Gustav Hügel nam voor de vijfde keer deel. Hij werd wereldkampioen in 1897 en 1899 en in 1896 en 1898 was hij tweede geworden.
De Zweed Ulrich Salchow nam voor de derde keer deel, in 1897 en 1899 was hij als tweede geëindigd.

## Medaille verdeling
| Discipline | Goud         | Zilver         |
| ---------- | ------------ | -------------- |
| Mannen     | Gustav Hügel | Ulrich Salchow |

## Uitslagen
pc = plaatsingcijfer
| #      | naam (deelname)    | land                | pc |
| ------ | ------------------ | ------------------- | -- |
| Goud   | Gustav Hügel (5)   | Vlag van Oostenrijk | 7  |
| Zilver | Ulrich Salchow (3) | Vlag van Zweden     | 8  |

Medaillewinnaars

Mannen · 
Vrouwen ·
Paren · 
IJsdansen

 Toernooi

1896 · 
1897 · 
1898 · 
1899 · 
1900 · 
1901 · 
1902 · 
1903 · 
1904 · 
1905 · 
1906 · 
1907 · 
1908 · 
1909 · 
1910 · 
1911 · 
1912 · 
1913 · 
1914 · 
1915-1921 · 
1922 · 
1923 · 
1924 · 
1925 · 
1926 · 
1927 · 
1928 · 
1929 · 
1930 · 
1931 · 
1932 · 
1933 · 
1934 · 
1935 · 
1936 · 
1937 · 
1938 · 
1939 ·
1940-1946 · 
1947 · 
1948 · 
1949 · 
1950 · 
1951 · 
1952 · 
1953 · 
1954 · 
1955 · 
1956 · 
1957 · 
1958 · 
1959 · 
1960 · 
1961 · 
1962 · 
1963 · 
1964 · 
1965 · 
1966 · 
1967 · 
1968 · 
1969 · 
1970 · 
1971 · 
1972 · 
1973 · 
1974 · 
1975 · 
1976 · 
1977 · 
1978 · 
1979 · 
1980 · 
1981 · 
1982 · 
1983 · 
1984 · 
1985 · 
1986 · 
1987 · 
1988 · 
1989 · 
1990 · 
1991 · 
1992 · 
1993 · 
1994 · 
1995 ·
1996 · 
1997 · 
1998 · 
1999 · 
2000 · 
2001 · 
2002 · 
2003 · 
2004 · 
2005 · 
2006 ·
2007 ·
2008 ·
2009 ·
2010 ·
2011 ·
2012 ·
2013 ·
2014 ·
2015 ·
2016 ·
2017 ·
2018 ·
2019 · 
2020 · 
2021 ·
2022 ·
2023 ·
2024

 ISU-kampioenschappen

WK kunstschaatsen junioren ·
EK kunstschaatsen ·
Viercontinentenkampioenschap ·
Olympische Spelen